# Micromelum pubescens
Micromelum pubescens är en vinruteväxtart som beskrevs av Carl Ludwig von Blume. Micromelum pubescens ingår i släktet Micromelum och familjen vinruteväxter. Inga underarter finns listade i Catalogue of Life.